# Marley & Me
Marley & Me is een romantische komedie uit 2008 onder regie van David Frankel. De film is gebaseerd op het gelijknamige boek van John Grogan.

## Verhaal
In de film wordt vanuit Johns ogen de levensloop van hun familie verteld tot in details.
John Grogan werkt als columnist voor een krant en adopteert samen met zijn vrouw Jenny op een dag een labradorpup, die zij Marley noemen, naar Bob Marley.
De bedoeling van de aanschaf was om te testen hoe zij als ouders fungeerden.
Maar Marley blijkt niet bepaald de gemakkelijkste hond te zijn.
Hij sloopt werkelijk alles wat op zijn pad komt en gehoorzaamheid komt in zijn woordenboek niet voor. Hij is bang voor onweer en reageert hierop door als een wolf te gaan zitten huilen.
John vertelt in zijn column "Marley & Me" werkelijk alles wat er in zijn gezin gaande is rondom hun labrador Marley, alsof het een dagboek is. De column wordt een succes en John maakt kans op promotie.
John en Jenny leren inmiddels ermee te leven dat Marley 's werelds vreselijkste hond is en hoewel ze bang zijn geworden voor het ouderschap, raakt Jenny zwanger en is het toch een vreugde voor hun prille gezin. Als John en Jenny naar de gynaecoloog gaan voor een eerste echo, blijkt er geen hartslag te zijn. Ze heeft een miskraam gehad.
Hoewel dit een enorme tegenslag is, besluiten John en Jenny er helemaal weer voor te gaan en worden ze uiteindelijk gezegend met de geboorte van zoon Patrick.
Hun ouderschap en relatie wordt op den duur erg op de proef gesteld. John heeft het heel druk met zijn baan, waardoor Jenny thuis oververmoeid met een peuter en een overactieve hond zit opgescheept.
Als dan ook nog een tweede zoon "Connor" erbij komt, wordt het Jenny te veel en dreigt ze Marley te willen herplaatsen.
Het gezin wordt later verder uitgebreid met dochter "Colleen".
En ze verhuizen uiteindelijk naar een ruim huis met ruimte voor het hele gezin inclusief Marley.
Marley is een vast lid van het gezin gebleven en ook hun drie kinderen, Patrick, Connor en Colleen kunnen niet meer zonder hem. Zijn kattenkwaad nemen ze voor lief.
Marley wordt tegen het einde van de film ziek en moet worden ingeslapen, dit gebeurt op emotionele wijze met enkele flashbacks van Marleys leven, wat voor de kijkers ook als zeer emotioneel kan worden ervaren.
De film eindigt in de tuin waar Marley wordt begraven.

## Rolverdeling
- Jennifer Aniston - Jenny Grogan
- Owen Wilson - John Grogan
- Alan Arkin - Arnie Klein
- Haley Bennett - Lisa
- Eric Dane - Sebastian
- Haley Hudson - Debby
- Nathan Gamble - Patrick

## Productie
In augustus 2007 werd aangekondigd dat Aniston de hoofdrol zou spelen. Wilson volgde maanden later, in februari 2008. Dit was zijn eerste filmproject sinds zijn poging tot zelfmoord in augustus 2007. De opnames gingen niet veel later van start in Miami. Hier leerde Aniston muzikant John Mayer kennen, met wie ze een relatie kreeg.
In augustus 2008 waren de opnames afgerond.